# Championnat de Belgique de football de deuxième division 1986-1987
Navigation
saison précédente saison suivante
Le Championnat de Belgique de football de deuxième division 1986-1987 est la 70e édition du championnat de deuxième niveau national en Belgique. En Belgique francophone, cette division est familièrement appelée « Divsion 2 » ou « D2 ».
La compétition conserve le même schéma que la saison précédente, à savoir une phase classique pendant laquelle les 16 équipes s'affrontent deux fois chacune en matches aller-retour. Le champion est directement promu en Division 1. Ensuite un tour final concerne quatre formations et désigne le second montant. À l'autre bout du classement, les deux derniers sont relégués en Division 3 en vue de la saison suivante.

## Classement
L'ordre des matchs du tour final est désigné par un tirage au sort, effectué au siège de l'URBSFA.
| Rang | Équipe                        | Pts | J  | G  | N  | P  | Bp | Bc | Diff |
| ---- | ----------------------------- | --- | -- | -- | -- | -- | -- | -- | ---- |
| 1    | K Saint-Trond VV              | 45  | 30 | 17 | 11 | 2  | 51 | 18 | +33  |
| 2    | KFC Winterslag                | 44  | 30 | 18 | 8  | 4  | 50 | 22 | +28  |
| 3    | KRC Harelbeke P               | 39  | 30 | 14 | 11 | 5  | 42 | 22 | +20  |
| 4    | K Sportclub Tongres           | 35  | 30 | 14 | 6  | 10 | 35 | 30 | +5   |
| 5    | FC Assent P                   | 33  | 30 | 13 | 7  | 10 | 46 | 42 | +4   |
| 6    | KSK Hasselt                   | 31  | 30 | 11 | 9  | 10 | 39 | 40 | -1   |
| 7    | Verbroedering Geel            | 31  | 30 | 10 | 11 | 9  | 38 | 35 | +3   |
| 8    | KRC Malines                   | 30  | 30 | 11 | 8  | 11 | 32 | 35 | -3   |
| 9    | KSV Thor Waterschei R         | 28  | 30 | 9  | 10 | 11 | 36 | 36 | 0    |
| 10   | K Boom FC                     | 27  | 30 | 10 | 7  | 13 | 37 | 49 | -12  |
| 11   | Patro Eisden Maasmechelen     | 26  | 30 | 11 | 4  | 15 | 35 | 42 | -7   |
| 12   | K Lierse SK R                 | 26  | 30 | 9  | 8  | 13 | 31 | 37 | -6   |
| 13   | SC Eendracht Alost            | 24  | 30 | 8  | 8  | 14 | 24 | 42 | -18  |
| 14   | K Beringen FC                 | 22  | 30 | 7  | 8  | 15 | 27 | 40 | -13  |
| 15   | KFC Diest                     | 21  | 30 | 6  | 9  | 15 | 28 | 43 | -15  |
| 18   | K Sint-Niklaasse SK Excelsior | 19  | 30 | 4  | 11 | 15 | 26 | 44 | -18  |

|   | Champion et promotion en D1                  |
|   | Qualification pour les barrages de promotion |
|   | Barrages de maintien                         |
|   | Relégation en D3                             |
| R | Relégué de D1 1985-1986                      |
| P | Promu de D3 1985-1986                        |

## Barrages de montée
| Rang | Équipe              | Pts | J | G | N | P | Bp | Bc | Diff |
| ---- | ------------------- | --- | - | - | - | - | -- | -- | ---- |
| 1    | KFC Winterslag      | 9   | 6 | 4 | 1 | 1 | 9  | 4  | +5   |
| 2    | K Sportclub Tongres | 7   | 6 | 3 | 1 | 2 | 8  | 4  | +4   |
| 3    | FC Assent P         | 5   | 6 | 1 | 3 | 2 | 4  | 7  | -3   |
| 4    | KRC Harelbeke P     | 4   | 6 | 1 | 1 | 4 | 4  | 10 | -6   |

### Bilan de la saison
| Championnat de Belgique de football de deuxième division 1986-1987 |                               |
| Champion                                                           | K Saint-Trond VV              |
| Promotions et relégations                                          |                               |
| Promus en Division 2                                               | K Saint-Trond VV              |
| Promus en Division 2                                               | KFC Winterslag                |
| Relégués en Division 3                                             | KFC Diest                     |
| Relégués en Division 3                                             | K Sint-Niklaasse SK Excelsior |